# Ploceus castanops
Ploceus castanops là một loài chim trong họ Ploceidae.